# 大橋之夜
大橋之夜（正式名稱為雜貨店行动）是猶太人準軍事組織哈加拿於1946年6月16日至17日晚上在巴勒斯坦託管地執行的突袭行动，是巴勒斯坦犹太人叛乱（1944年至1947年）的一部分。其目標是摧毁连接巴勒斯坦與叙利亚和黎巴嫩託管地、外约旦和埃及之間的11座桥梁，以切斷英军的运输路线。計劃曾考虑摧毁另外三座桥梁的攻击，唯没有执行。
哈加拿的精锐战斗部队帕爾瑪赫在克兹维河的桥樑上遭到還擊，造成14人死亡和5人受伤，而其他的行動均告成功，無人受伤。
为了掩饰、保护真正的行动并混淆英军，行動当晚哈加拿在全国各地策劃了大约50宗分散注意力的行动和伏击，让帕尔马赫成员在行动完成后更容易逃脱。

## 准备工作
哈加拿于 1946年1月至2月开始筹备行動。首先，SHAI（哈加拿情报機關）、帕尔马赫巡逻队和將會执行行动的部队展開偵測目标的工作，他们會伪装成享受大自然的恋人或遠足運動的人們，探索可能进入和逃走的路線。
行動原定於1946年5月进行，但由于政治原因而被推迟。
哈加拿领导层禁止部隊攻击四个目标，包括罗斯哈尼卡拉隧道之间的铁路桥，以及约旦河和雅爾木克河上通往納哈拉伊姆发电厂的三座桥樑。

### 备用桥
| 桥                                        | 类型 | 到国家 | 坐标                                          | 原因                                   |
| ----------------------------------------- | ---- | ------ | --------------------------------------------- | -------------------------------------- |
| 罗斯哈尼卡拉隧道之间的桥梁                | 铁路 | 黎巴嫩 | 33°05′41″N 35°06′16″E / 33.09472°N 35.10444°E | 修复隧道太困难了，而且它位於黎巴嫩境内 |
| 在雅爾木克雅爾木克河上，近蓋謝爾          | 铁路 | 约旦   | 32°38′42″N 35°34′22″E / 32.64500°N 35.57278°E | 通往納哈拉伊姆的发电站                 |
| 在约旦河上的Jisr Majami，靠近蓋謝爾蓋謝爾 | 铁路 | 约旦   | 32°38′06″N 35°33′57″E / 32.63500°N 35.56583°E | 通往納哈拉伊姆的发电站                 |

## 目的

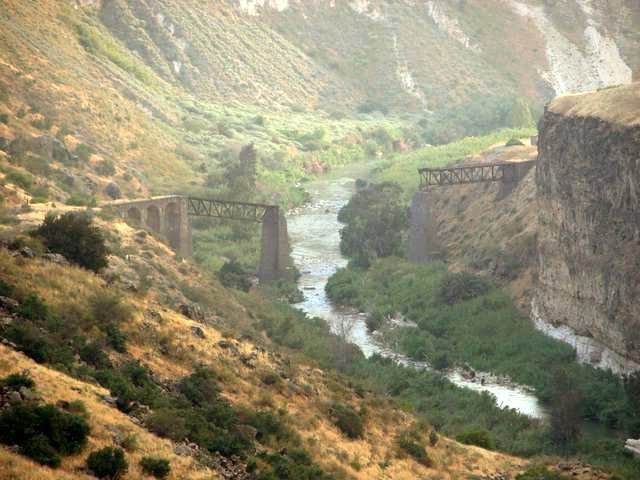
雅爾木克大桥遗址

籌劃行動的成员明白这次行动不能造成严重破坏，而且英軍只需要數周时间就可以修復橋樑。 行動的真正的目标是： 
- 展示哈加拿有能力在全国范围运作，包括荒芜的地区或阿拉伯人集中的地區
- 展示破坏英军行动的能力
- 展示哈加拿阻止邻国军队在未来参與巴勒斯坦地區戰事的能力
- 破坏英军作为中东最强大力量的威信，损害英国托管的合法性
- 加强和鼓励巴勒斯坦犹太人，并展示哈加拿与伊尔贡和莱希等团体同样活跃

## 结果
行動的目标完全实现。 哈加拿能夠同时達成多个战略目标。叙利亚、黎巴嫩和外约旦军队处于待命状态，只收緊了边界管制。英国托管地政府的威望降低了不少，行動造成的经济损失達到 250,000 英镑。

### 行動目標桥樑

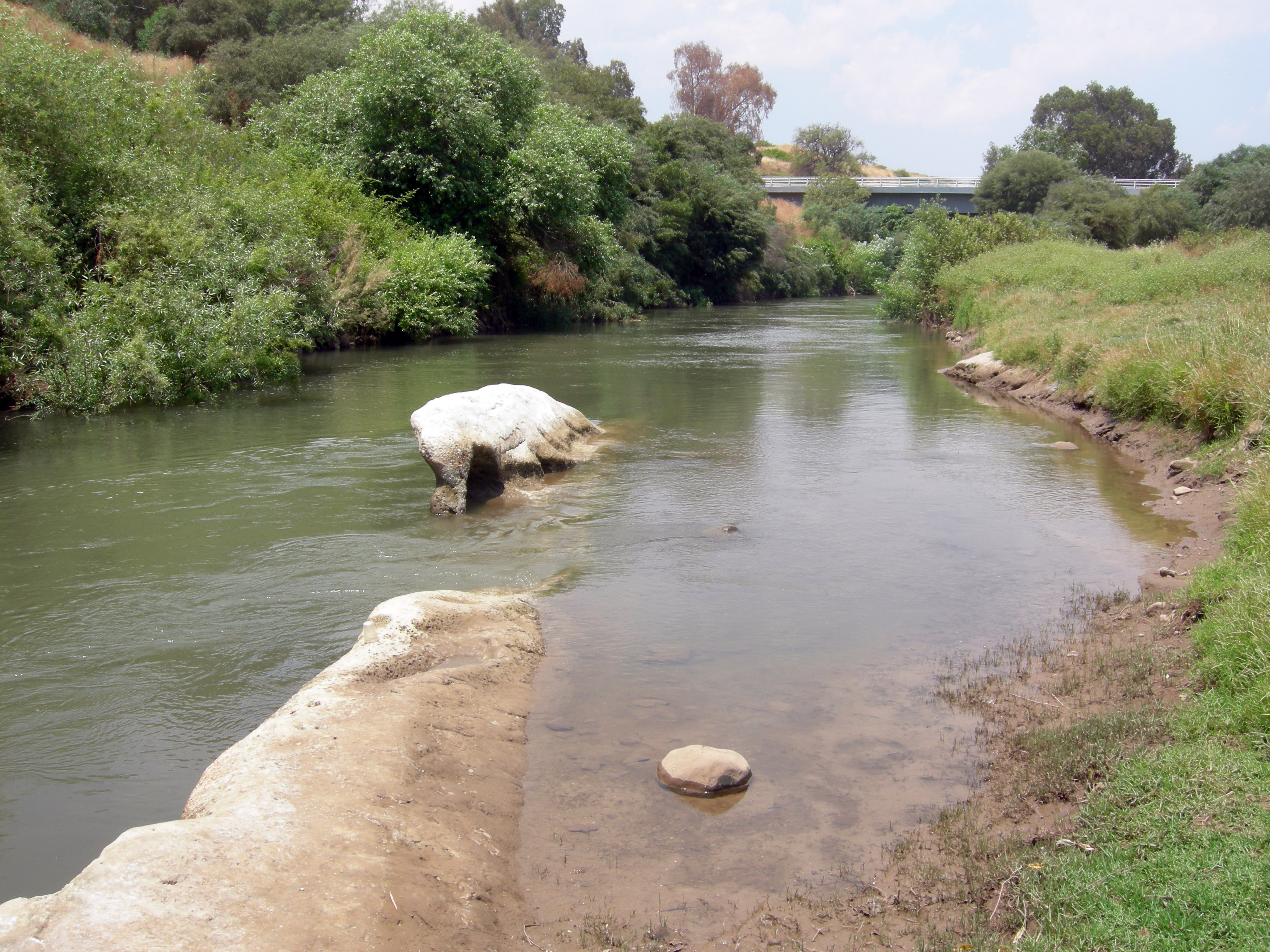
2009年5月，雅各女兒桥。

| 桥                     | 类型 | 通往国家 | 坐标                                             | 细节                                              |
| ---------------------- | ---- | -------- | ------------------------------------------------ | ------------------------------------------------- |
| 梅圖拉阿云河           | 車路 | 黎巴嫩   | 33°17′0″N 35°34′52″E / 33.28333°N 35.58111°E     | 毫无防备                                          |
| 梅圖拉西北             | 車路 | 黎巴嫩   | 33°17′14″N 35°33′58″E / 33.28722°N 35.56611°E    | 秘密执行                                          |
| 克兹维河               | 铁路 | 黎巴嫩   | 33°03′02″N 35°06′11.5″E / 33.05056°N 35.103194°E | 行動被发现，在炮火下安置炸药。行动失败，14死5伤。 |
| 克兹维河               | 車路 | 黎巴嫩   | 33°03′02″N 35°06′15.5″E / 33.05056°N 35.104306°E | 在袭击附近铁路桥期间造成重大人员伤亡后取消        |
| 雅各布女儿橋           | 車路 | 叙利亚   | 33°0′37″N 35°37′42″E / 33.01028°N 35.62833°E     | 秘密执行                                          |
| 雅爾木克河上           | 铁路 | 叙利亚   | 32°40′47″N 35°38′58″E / 32.67972°N 35.64944°E    | 毫无防备；破壞後至今沒有被修復                    |
| 约旦河上的谢赫侯赛因桥 | 車路 | 约旦     | 32°29′49″N 35°34′32″E / 32.49694°N 35.57556°E    | 秘密执行                                          |
| 约旦河上的达米亚桥     | 車路 | 约旦     | 32°06′10″N 35°32′06″E / 32.10278°N 35.53500°E    | 秘密执行                                          |
| 约旦河上的艾伦比桥     | 車路 | 约旦     | 31°52′28″N 35°32′26″E / 31.87444°N 35.54056°E    | 部队被发现，在炮火下安置炸药                      |
| 加沙伯索河             | 車路 | 埃及     | 31°27′20″N 34°24′53″E / 31.45556°N 34.41472°E    | 部队被发现，在炮火下安置炸药                      |
| 加沙伯索河             | 铁路 | 埃及     | 31°27′27″N 34°24′44″E / 31.45750°N 34.41222°E    | 部队被发现，在炮火下安置炸药                      |

## 英国反应
行動十二天后，即1946年6月29日，英国发起了阿加莎行动，部分是为了应对桥梁爆炸事件，其主要目标是通过抓捕最激进的錫安主义者来镇压巴勒斯坦的无政府状态。英国參與行動的人数介乎在 10,000、17,000 和 25,000 之间。在这次突袭行动中，约有 2,700 名犹太人被捕，當中包括哈加拿的高級领导層。 英国人获得哈加拿参与准军事行动以及与伊尔贡和莱希等更暴力的团体勾结的证据。

## 外部連結
- 帕尔马赫博物馆和資訊中心主页